# Saint-Nazaire-d'Aude
Saint-Nazaire-d'Aude  es una localidad  y comuna francesa, situada en el departamento del Aude en la región administrativa de Languedoc-Rosellón, distrito de Narbona y cantón de Ginestas, en la región natural del Minervois.

## Demografía
| 701 | 703 | 718 | 854 | 936 | 1 113 |
| Para los censos de 1962 a 1999 la población legal corresponde a la población sin duplicidades (Fuente: INSEE [Consultar]) |     |     |     |     |       |

## Personalidades relacionadas
- Guillaume Bouzignac, (1587-1643), músico